# Herreshoffia
Herreshoffia es un género de polillas monotípico perteneciente a la familia Geometridae, descrito por primera vez por el entomólogo John L. Sperry en 1949. Su única especie, Herreshoffia gracea, se encuentra distribuida con endemismo en Arizona. El holotipo de la especie fue descrita en el sector  Oak Creek Canyon del condado de Coconino. Desde entonces la especie ha sido descrita en los condados de Cochise y Gila. Se ha registrado alimentándose de la flor mono.